# Mercy (film, 2014)
Pour les articles homonymes, voir Mercy.
Pour plus de détails, voir Fiche technique et Distribution.
Mercy est un film d'horreur américain réalisé par Peter Cornwell, sorti en 2014.
Il s'agit de la nouvelle Mémé (Gramma, 1984) de Stephen King.

## Synopsis
Après s'être installés chez elle avec leur mère, deux garçons découvrent que leur grand-mère est, en réalité, une sorcière qui a passé un pacte avec un démon…

## Fiche technique
Sauf indication contraire, les informations mentionnées dans cette section peuvent être confirmées par la base de données cinématographiques IMDb,  présente dans la section « Liens externes ».
- Titre original et français : 'Mercy
- Réalisation : Peter Cornwell (en)
- Scénario : Matt Greenberg (en), d'après la nouvelle Mémé (Gramma) de Stephen King
- Musique : Reza Safinia
- Direction artistique : Angela Stauffer
- Décors : Clay A. Griffith
- Costumes : Justine Seymour
- Photographie : Byron Shah
- Montage : Toby Yates
- Production : Jason Blum, Gudrun Giddings, McG et Mary Viola
- Production déléguée : Matt Greenberg et Jeanette Volturno
- Sociétés de production : Blumhouse Productions et Wonderland Sound and Vision
- Sociétés de distribution : Universal Pictures
- Pays de production :  États-Unis
- Langue originale : anglais
- Format : couleur - 2,35:1 - son Dolby Digital
- Genre : horreur
- Durée : 79 minutes
- Dates de sortie :
  - États-Unis : 7 octobre 2014 (DVD et Blu-Ray)
  - France : 1er avril 2015 (en DVD)[1]

## Distribution
- Chandler Riggs (VF : Milo Reners) : George Bruckner
- Dylan McDermott (VF : Xavier Fagnon) : Jim Swann
- Mark Duplass (VF : Yann Guillemot) : oncle Lanning
- Frances O'Connor (VF : Danièle Douet) : Rebecca
- Joel Courtney (VF : Gabriel Bismuth-Bienaimé) : Buddy Bruckner
- Amanda Walsh (VF : Marie Diot) : Charlotte
- Shirley Knight : Mémé
- Joe Egender (VF : Vincent De Bouard) : Wendell
- Jack Carter (VF : Michel Voletti) : M. Bello
- Hana Hayes : la voisine

## Production
Le 25 octobre 2012, on annonce que Peter Cornwell est le réalisateur, suivant le scénario de Matt Greenberg, et que Frances O'Connor est engagée pour un rôle. Le 30 novembre, on rapporte que Chandler Riggs est également engagé, aux côtés de Joel Courtney dans les rôles principaux.
Le tournage a lieu à Los Angeles, en Californie.

## Accueil

### Sortie
Le film sort le 7 octobre 2014 en vidéo à la demande, en DVD et en Blu-ray par Universal Pictures Home Entertainment.

### Critiques
Pour L'Écran fantastique, le film est « une réussite tout à fait estimable, dont on regrettera seulement un final accumulant les rebondissements peu crédibles ». Victoria Vizcarra, du site Dread Central (en), affirme que la distribution est correcte, mais que la volonté d'humaniser le personnage de la grand-mère se fait « au détriment de l'efficacité horrifique du film » et que la fin est ratée. Daniel Klemens, du site Horrornews, estime que la première partie du film « est engageante et bâtit assez efficacement une ambiance de mystère » mais la plupart des éléments ne sont pas utilisés à leur plein potentiel et la fin du film, différente de celle de la nouvelle Mémé, est décevante et n'a pas beaucoup de sens.